# Campagnol boréal
Myodes rutilus, Clethrionomys rutilus
Espèce
Statut de conservation UICN

 LC  : Préoccupation mineure
Répartition géographique
Le campagnol boréal (Myodes rutilus) est une espèce de rongeurs de la famille des Cricetidae. Il se trouve en Alaska, dans le nord du Canada, en Scandinavie et dans le nord de la Russie.

## Sources